# Mundo Cão (banda)
Mundo Cão é uma banda portuguesa de rock alternativo.

## História
Pedro Laginha já fazia teatro amador quando o avô ofereceu-lhe aulas de guitarra e ele apercebeu-se que também sabia cantar. Esteve em bandas punk, gótico e tocava covers e fazia os circuitos de bares. Tirando os The Spleen ficavam sempre na primeira maquete. Apareceu como ator no teledisco de "Cão da Morte" dos Mão Morta e aproveitou para mostrar uma maquete da banda Miguel Pedro que se ofereceu para ser o produtor. Como a banda tinha acabado, Miguel Pedro fez depois um convite para começarem uma banda e assim nasceram os Mundo Cão. 
A banda era composta inicialmente por Pedro Laginha na voz, Miguel Pedro na bateria, Vasco Vaz na guitarra, Duarte Nuno na baixo e Gonçalo Budda na guitarra. Alguns dos músicos pertencem aos Mão Morta e a outras bandas conhecidas.
O conhecido músico Adolfo Luxúria Canibal, colega de Miguel Pedro e Vasco Vaz nos Mão Morta,  foi o autor do nome da banda e das letras do álbum de estreia gravado em 2007 para a editora Som Livre. O grupo faz mais de 30 concertos e vence o Globo de Ouro para melhor banda revelação. 
O primeiro disco dos Mundo Cão teve singles como "O Caixão da Razão" e "Morfina" e foi um dos discos favoritos dos leitores da revista BLITZ no ano de 2007. 
O álbum "A Geração da Matilha" foi editado em 2009. O disco conta com letras de Adolfo e do escritor Valter Hugo Mãe.
O teledisco de "Ordena Que Te Ame", o primeiro single, teve realização e argumento de Carlos Conceição e produção da Uzi Filmes.
O grupo foi uma das duas bandas que fez a primeira parte do concerto dos AC/DC, em 3 de Junho de 2009, em Lisboa. 
O álbum "O Jogo do Mundo" foi editado em 2013. O escritor José Luís Peixoto foi uma novidade que se juntou aos habituais letristas. 
No ano de 2015 suspendem a atividade por tempo indeterminado  mas em 2016 surgem renovados com Pedro Laginha (voz), Miguel Pedro (bateria), Vasco Vaz (guitarra), Frederico Cristiano (teclado) e Canoche (baixo).
"Paixão Malsã", da autoria de Miguel Pedro e Adolfo Luxúria Canibal, foi o tema que marcou o regresso da banda. Esta nova canção é uma primeira amostra do novo álbum cujo mote será a vadiagem e a libertinagem.
O álbum "Desligado", editado em 2018, inclui letras de Adolfo Luxúria Canibal, Valter Hugo Mãe e pela primeira vez de Carlos Conceição que já tinha realizado telediscos para a banda.  O álbum foi apresentado pelo single "É sempre essa treta do amor eterno que me lixa".  O disco atingiu os 30 primeiros lugares do top nacional.  

## Discografia

### Álbuns
- Mundo Cão (Som Livre, 2007)
- A Geração da Matilha (Cobra Discos, 2009)
- O Jogo do Mundo (Cobra Discos, 2013)
- Desligado (Sony Music, 2018)

### Participações
- 3 Pistas Vol. 2 (2009) - Morfina / Canção De Amigo
- À Sombra De Deus IV - Braga 2012 (2012) - Meu Deus!